# Романківська волость
Романківська волость — історична адміністративно-територіальна одиниця Катеринославського повіту Катеринославської губернії із центром у слободі Романкове. 
Населення у 1886 році: 10697 мешканців. Площа: 29019 десятин. Включало 7 поселень, об'єднаних у 5 сільських громад. 
|                     | Площа, десятин | У тому числі орної, дес. |
| ------------------- | -------------- | ------------------------ |
| Сільських громад    | 28568          | 10430                    |
| Приватної власності | —              | —                        |
| Казенної власності  | —              | —                        |
| Іншої власності     | 451            | 252                      |
| Загалом             | 29019          | 10672                    |

Сільські громади:
- село Романкове 1-е (3557 мешканців у 1886 році) над річкою Дніпро, 663 двори, волосне правління, православна церква, школа, 8 магазинів, 3 ярмарки, в 3 верстах поштова станція, 2 постоялих двори,
- село Кам'янське (2901 осіб) над річкою Дніпро, 479 дворів, православна церква, базар по неділям,
- село Романкове 2-ге (1945 особи) над річкою Дніпро, 426 дворів, православна церква, базар по неділям,
- село Тритузне (1580 особи) над річкою Дніпро, 314 дворів, православна церква.

Станом на 1909 рік в шести населених пунктах волості мешкало 25380 осіб (12717 чоловіків та 12663 жінок), налічувалось 4269 дворових господарств.
Нині територія волості входить до складу Кам'янського.